# Red Bull-Bora-Hansgrohe
Red Bull-Bora-Hansgrohe (Kod UCI: RBH) – niemiecka zawodowa grupa kolarska założona w 2010. Od sezonu 2017 zarejestrowana w najwyższej dywizji UCI WorldTeams.

## Historia
W sezonie 2013 grupa połączyła się z zespołem Endura Racing tworząc drużynę o nazwie Team NetApp-Endura. Od 2015 roku występowała pod nazwą Bora-Argon 18. Od 2017 roku drugim obok Bory sponsorem tytularnym została niemiecka firma Hansgrohe, jednocześnie nowym sponsorem technicznym został amerykański producent rowerów Specialized.
W lipcu 2024 sponsorem tytularnym grupy został Red Bull.

## Nazwa grupy w poszczególnych latach
| lata      | nazwa                   |
| --------- | ----------------------- |
| 2010–2012 | NetApp                  |
| 2013–2014 | NetApp-Endura           |
| 2015–2016 | Bora-Argon 18           |
| 2017–2024 | Bora-Hansgrohe          |
| od 2024   | Red Bull-Bora-Hansgrohe |

## Obecny skład (2024)
| Skład drużyny 2024              | Skład drużyny 2024   | Skład drużyny 2024 | Skład drużyny 2024                         |
| Imię i nazwisko                 | Data urodzenia       | Państwo            | Poprzednia grupa                           |
| ------------------------------- | -------------------- | ------------------ | ------------------------------------------ |
| Roger Adrià                     | 18 kwietnia 1998     | Hiszpania          | Equipo Kern Pharma (2023)                  |
| Cesare Benedetti (1 sty–18 sie) | 3 sierpnia 1987      | Polska             | UC Bergamasca 1902-De Nardi-Colpack (2009) |
| Emanuel Buchmann                | 18 listopada 1992    | Niemcy             | Rad-net Rose (2014)                        |
| Nico Denz                       | 15 lutego 1994       | Niemcy             | Team DSM (2022)                            |
| Patrick Gamper                  | 18 lutego 1997       | Austria            | Kometa (2019)                              |
| Alexander Hajek                 | 19 lipca 2003        | Austria            | Tirol KTM Cycling Team (2023)              |
| Marco Haller                    | 1 kwietnia 1991      | Austria            | Bahrain Victorious (2021)                  |
| Emil Herzog                     | 6 października 2004  | Niemcy             | Hagens Berman Axeon (2023)                 |
| Sergio Higuita                  | 1 sierpnia 1997      | Kolumbia           | EF Education-Nippo (2021)                  |
| Jai Hindley                     | 5 maja 1996          | Australia          | Team DSM (2021)                            |
| Bob Jungels                     | 22 września 1992     | Luksemburg         | AG2R Citroën Team (2022)                   |
| Lennard Kämna                   | 9 września 1996      | Niemcy             | Team Sunweb (2019)                         |
| Jonas Koch                      | 25 czerwca 1993      | Niemcy             | Intermarché-Wanty-Gobert Matériaux (2021)  |
| Florian Lipowitz                | 21 września 2000     | Niemcy             | Tirol KTM Cycling Team (2022)              |
| Luis-Joe Lührs                  | 20 stycznia 2003     | Niemcy             | Team Auto Eder (2021)                      |
| Filip Maciejuk                  | 3 września 1999      | Polska             | Bahrain Victorious (2023)                  |
| Daniel Felipe Martínez          | 25 kwietnia 1996     | Kolumbia           | Ineos Grenadiers (2023)                    |
| Jordi Meeus                     | 1 lipca 1998         | Belgia             | SEG Racing Academy (2020)                  |
| Ryan Mullen                     | 7 sierpnia 1994      | Irlandia           | Trek-Segafredo (2021)                      |
| Anton Palzer                    | 11 marca 1993        | Niemcy             |                                            |
| Primož Roglič                   | 29 października 1989 | Słowenia           | Jumbo-Visma (2023)                         |
| Maximilian Schachmann           | 9 stycznia 1994      | Niemcy             | Quick-Step Floors (2018)                   |
| Matteo Sobrero                  | 14 maja 1997         | Włochy             | Team Jayco AlUla (2023)                    |
| Danny van Poppel                | 26 lipca 1993        | Holandia           | Intermarché-Wanty-Gobert Matériaux (2021)  |
| Aleksandr Własow                | 23 kwietnia 1996     | Rosja              | Astana-Premier Tech (2021)                 |
| Frederik Wandahl                | 9 maja 2001          | Dania              | ColoQuick (2020)                           |
| Sam Welsford                    | 19 stycznia 1996     | Australia          | Team DSM-Firmenich (2023)                  |
| Ben Zwiehoff                    | 22 lutego 1994       | Niemcy             |                                            |
| Giovanni Aleotti                | 25 maja 1999         | Włochy             | Cycling Team Friuli ASD (2020)             |
|                                 |                      |                    |                                            |
| Źródło: ProCyclingStats         |                      |                    |                                            |

## Sezony

### 2023

#### Skład
| Skład drużyny 2023      | Skład drużyny 2023   | Skład drużyny 2023 | Skład drużyny 2023                         |
| Imię i nazwisko         | Data urodzenia       | Państwo            | Poprzednia grupa                           |
| ----------------------- | -------------------- | ------------------ | ------------------------------------------ |
| Giovanni Aleotti        | 25 maja 1999         | Włochy             | Cycling Team Friuli ASD (2020)             |
| Shane Archbold          | 2 lutego 1989        | Nowa Zelandia      | Deceuninck-Quick Step (2021)               |
| Cesare Benedetti        | 3 sierpnia 1987      | Polska             | UC Bergamasca 1902-De Nardi-Colpack (2009) |
| Sam Bennett             | 16 października 1990 | Irlandia           | Deceuninck-Quick Step (2021)               |
| Emanuel Buchmann        | 18 listopada 1992    | Niemcy             | Rad-net Rose (2014)                        |
| Nico Denz               | 15 lutego 1994       | Niemcy             | Team DSM (2022)                            |
| Matteo Fabbro           | 10 kwietnia 1995     | Włochy             | Katusha-Alpecin (2019)                     |
| Patrick Gamper          | 18 lutego 1997       | Austria            | Kometa (2019)                              |
| Marco Haller            | 1 kwietnia 1991      | Austria            | Bahrain Victorious (2021)                  |
| Sergio Higuita          | 1 sierpnia 1997      | Kolumbia           | EF Education-Nippo (2021)                  |
| Jai Hindley             | 5 maja 1996          | Australia          | Team DSM (2021)                            |
| Bob Jungels             | 22 września 1992     | Luksemburg         | AG2R Citroën Team (2022)                   |
| Lennard Kämna           | 9 września 1996      | Niemcy             | Team Sunweb (2019)                         |
| Jonas Koch              | 25 czerwca 1993      | Niemcy             | Intermarché-Wanty-Gobert Matériaux (2021)  |
| Patrick Konrad          | 13 października 1991 | Austria            | Gourmetfein Simplon Wels (2014)            |
| Florian Lipowitz        | 21 września 2000     | Niemcy             | Tirol KTM Cycling Team (2022)              |
| Luis-Joe Lührs          | 20 stycznia 2003     | Niemcy             | Team Auto Eder (2021)                      |
| Jordi Meeus             | 1 lipca 1998         | Belgia             | SEG Racing Academy (2020)                  |
| Ryan Mullen             | 7 sierpnia 1994      | Irlandia           | Trek-Segafredo (2021)                      |
| Anton Palzer            | 11 marca 1993        | Niemcy             |                                            |
| Nils Politt             | 6 marca 1994         | Niemcy             | Israel Start-Up Nation (2020)              |
| Maximilian Schachmann   | 9 stycznia 1994      | Niemcy             | Quick-Step Floors (2018)                   |
| Ide Schelling           | 6 lutego 1998        | Holandia           | SEG Racing Academy (2019)                  |
| Cian Uijtdebroeks       | 28 lutego 2003       | Belgia             | Team Auto Eder (2021)                      |
| Danny van Poppel        | 26 lipca 1993        | Holandia           | Intermarché-Wanty-Gobert Matériaux (2021)  |
| Aleksandr Własow        | 23 kwietnia 1996     | Rosja              | Astana-Premier Tech (2021)                 |
| Matthew Walls           | 20 kwietnia 1998     | Wielka Brytania    | Trinity Racing (2020)                      |
| Frederik Wandahl        | 9 maja 2001          | Dania              | ColoQuick (2020)                           |
| Ben Zwiehoff            | 22 lutego 1994       | Niemcy             |                                            |
| Victor Koretzky         | 26 sierpnia 1994     | Francja            | B&B Hotels-KTM (2022)                      |
|                         |                      |                    |                                            |
| Źródło: ProCyclingStats |                      |                    |                                            |

#### Zwycięstwa
| Zwycięstwa    | Zwycięstwa                                        | Zwycięstwa      | Zwycięstwa | Zwycięstwa            | Zwycięstwa |
| Data          | Wyścig                                            | Państwo         | Kategoria  | Zwycięzca             |            |
| ------------- | ------------------------------------------------- | --------------- | ---------- | --------------------- | ---------- |
| 22 sty        | Vuelta a San Juan, 1. etap                        | Argentyna       | 2.Pro      | Sam Bennett           |            |
| 4 kwi         | Vuelta al País Vasco, 2. etap                     | Hiszpania       | 2.UWT      | Ide Schelling         |            |
| 7 kwi         | Vuelta al País Vasco, 5. etap                     | Hiszpania       | 2.UWT      | Sergio Higuita        |            |
| 19 kwi        | Tour of the Alps, 3. etap                         | Włochy          | 2.Pro      | Lennard Kämna         |            |
| 18 maj        | Circuit de Wallonie                               | Belgia          | 1.1        | Jordi Meeus           |            |
| 18 maj        | Giro d'Italia, 12. etap                           | Włochy          | 2.UWT      | Nico Denz             |            |
| 20 maj        | Giro d'Italia, 14. etap                           | Szwajcaria      | 2.UWT      | Nico Denz             |            |
| 21 maj        | Rund um Köln                                      | Niemcy          | 1.1        | Danny van Poppel      |            |
| 16 cze        | Dirka po Sloveniji, 3. etap                       | Słowenia        | 2.Pro      | Ide Schelling         |            |
| 22 cze        | Mistrzostwa Irlandii – jazda indywidualna na czas | Irlandia        | CN         | Ryan Mullen           |            |
| 23 cze        | Mistrzostwa Niemiec – jazda indywidualna na czas  | Niemcy          | CN         | Nils Politt           |            |
| 24 cze        | Mistrzostwa Austrii – jazda indywidualna na czas  | Austria         | CN         | Patrick Gamper        |            |
| 25 cze        | Mistrzostwa Niemiec – start wspólny               | Niemcy          | CN         | Emanuel Buchmann      |            |
| 5 lip         | Tour de France, 5. etap                           | Francja         | 2.UWT      | Jai Hindley           |            |
| 6 lip         | Sibiu Cycling Tour, 1. etap                       | Rumunia         | 2.1        | Sam Bennett           |            |
| 8 lip         | Sibiu Cycling Tour, 3. etap                       | Rumunia         | 2.1        | Maximilian Schachmann |            |
| 9 lip         | Sibiu Cycling Tour, 4. a etap                     | Rumunia         | 2.1        | Sam Bennett           |            |
| 23 lip        | Tour de France, 21. etap                          | Francja         | 2.UWT      | Jordi Meeus           |            |
| 28 lip        | Czech Tour, 2. etap                               | Czechy          | 2.1        | Florian Lipowitz      |            |
| 30 lipca 2023 | Czech Tour, klasyfikacja generalna                | Czechy          | 2.1        | Florian Lipowitz      |            |
| 3 wrz         | Vuelta a España, 9. etap                          | Hiszpania       | 2.UWT      | Lennard Kämna         |            |
| 8 wrz         | Tour of Britain, 6. etap                          | Wielka Brytania | 2.Pro      | Danny van Poppel      |            |
| 12 paź        | Presidential Cycling Tour of Turkey, 5. etap      | Turcja          | 2.1        | Nico Denz             |            |

### 2022

#### Skład
| Skład drużyny 2022                        | Skład drużyny 2022   | Skład drużyny 2022 | Skład drużyny 2022                         |
| Imię i nazwisko                           | Data urodzenia       | Państwo            | Poprzednia grupa                           |
| ----------------------------------------- | -------------------- | ------------------ | ------------------------------------------ |
| Giovanni Aleotti                          | 25 maja 1999         | Włochy             | Cycling Team Friuli ASD (2020)             |
| Shane Archbold                            | 2 lutego 1989        | Nowa Zelandia      | Deceuninck-Quick Step (2021)               |
| Cesare Benedetti                          | 3 sierpnia 1987      | Polska             | UC Bergamasca 1902-De Nardi-Colpack (2009) |
| Sam Bennett                               | 16 października 1990 | Irlandia           | Deceuninck-Quick Step (2021)               |
| Emanuel Buchmann                          | 18 listopada 1992    | Niemcy             | Rad-net Rose (2014)                        |
| Matteo Fabbro                             | 10 kwietnia 1995     | Włochy             | Katusha-Alpecin (2019)                     |
| Patrick Gamper                            | 18 lutego 1997       | Austria            | Kometa (2019)                              |
| Felix Großschartner                       | 23 grudnia 1993      | Austria            | CCC Sprandi Polkowice (2017)               |
| Marco Haller                              | 1 kwietnia 1991      | Austria            | Bahrain Victorious (2021)                  |
| Sergio Higuita                            | 1 sierpnia 1997      | Kolumbia           | EF Education-Nippo (2021)                  |
| Jai Hindley                               | 5 maja 1996          | Australia          | Team DSM (2021)                            |
| Lennard Kämna                             | 9 września 1996      | Niemcy             | Team Sunweb (2019)                         |
| Wilco Kelderman                           | 25 marca 1991        | Holandia           | Team Sunweb (2020)                         |
| Jonas Koch                                | 25 czerwca 1993      | Niemcy             | Intermarché-Wanty-Gobert Matériaux (2021)  |
| Patrick Konrad                            | 13 października 1991 | Austria            | Gourmetfein Simplon Wels (2014)            |
| Martin Laas                               | 15 września 1993     | Estonia            | Illuminate (2019)                          |
| Luis-Joe Lührs                            | 20 stycznia 2003     | Niemcy             | Team Auto Eder (2021)                      |
| Jordi Meeus                               | 1 lipca 1998         | Belgia             | SEG Racing Academy (2020)                  |
| Ryan Mullen                               | 7 sierpnia 1994      | Irlandia           | Trek-Segafredo (2021)                      |
| Anton Palzer                              | 11 marca 1993        | Niemcy             |                                            |
| Nils Politt                               | 6 marca 1994         | Niemcy             | Israel Start-Up Nation (2020)              |
| Lukas Pöstlberger                         | 10 stycznia 1992     | Austria            | Tirol Cycling Team (2015)                  |
| Maximilian Schachmann                     | 9 stycznia 1994      | Niemcy             | Quick-Step Floors (2018)                   |
| Ide Schelling                             | 6 lutego 1998        | Holandia           | SEG Racing Academy (2019)                  |
| Cian Uijtdebroeks                         | 28 lutego 2003       | Belgia             | Team Auto Eder (2021)                      |
| Danny van Poppel                          | 26 lipca 1993        | Holandia           | Intermarché-Wanty-Gobert Matériaux (2021)  |
| Aleksandr Własow                          | 23 kwietnia 1996     | Rosja              | Astana-Premier Tech (2021)                 |
| Matthew Walls                             | 20 kwietnia 1998     | Wielka Brytania    | Trinity Racing (2020)                      |
| Frederik Wandahl                          | 9 maja 2001          | Dania              | ColoQuick (2020)                           |
| Ben Zwiehoff                              | 22 lutego 1994       | Niemcy             |                                            |
| Florian Lipowitz (1 sie–31 gru, stażysta) | 21 września 2000     | Niemcy             | Tirol KTM Cycling Team (2022)              |
|                                           |                      |                    |                                            |
| Źródło: ProCyclingStats                   |                      |                    |                                            |

#### Zwycięstwa
| Zwycięstwa    | Zwycięstwa                                              | Zwycięstwa      | Zwycięstwa | Zwycięstwa          | Zwycięstwa |
| Data          | Wyścig                                                  | Państwo         | Kategoria  | Zwycięzca           |            |
| ------------- | ------------------------------------------------------- | --------------- | ---------- | ------------------- | ---------- |
| 4 lut         | Volta a la Comunitat Valenciana, 3. etap                | Hiszpania       | 2.Pro      | Aleksandr Własow    |            |
| 6 lutego 2022 | Volta a la Comunitat Valenciana, klasyfikacja generalna | Hiszpania       | 2.Pro      | Aleksandr Własow    |            |
| 13 lut        | Mistrzostwa Kolumbii – start wspólny                    | Kolumbia        | CN         | Sergio Higuita      |            |
| 20 lut        | Volta ao Algarve, 5. etap                               | Portugalia      | 2.Pro      | Sergio Higuita      |            |
| 20 lut        | Vuelta a Andalucía, 5. etap                             | Hiszpania       | 2.Pro      | Lennard Kämna       |            |
| 27 marca 2022 | Volta Ciclista a Catalunya, klasyfikacja generalna      | Hiszpania       | 2.UWT      | Sergio Higuita      |            |
| 20 kwi        | Tour of the Alps, 3. etap                               | Włochy          | 2.Pro      | Lennard Kämna       |            |
| 30 kwi        | Tour de Romandie, 4. etap                               | Szwajcaria      | 2.UWT      | Sergio Higuita      |            |
| 1 maj         | Tour de Romandie, 5. etap                               | Szwajcaria      | 2.UWT      | Aleksandr Własow    |            |
| 1 maja 2022   | Tour de Romandie, klasyfikacja generalna                | Szwajcaria      | 2.UWT      | Aleksandr Własow    |            |
| 1 maj         | Eschborn-Frankfurt                                      | Niemcy          | 1.UWT      | Sam Bennett         |            |
| 10 maj        | Giro d'Italia, 4. etap                                  | Włochy          | 2.UWT      | Lennard Kämna       |            |
| 15 maj        | Giro d'Italia, 9. etap                                  | Włochy          | 2.UWT      | Jai Hindley         |            |
| 22 maj        | Rund um Köln                                            | Niemcy          | 1.1        | Nils Politt         |            |
| 27 maj        | Tour of Norway, 4. etap                                 | Norwegia        | 2.Pro      | Marco Haller        |            |
| 29 maja 2022  | Giro d'Italia, klasyfikacja generalna                   | Włochy          | 2.UWT      | Jai Hindley         |            |
| 16 cze        | Tour de Suisse, 5. etap                                 | Szwajcaria      | 2.UWT      | Aleksandr Własow    |            |
| 23 cze        | Mistrzostwa Austrii – jazda indywidualna na czas        | Austria         | CN         | Felix Großschartner |            |
| 24 cze        | Mistrzostwa Niemiec – jazda indywidualna na czas        | Niemcy          | CN         | Lennard Kämna       |            |
| 26 cze        | Mistrzostwa Niemiec – start wspólny                     | Niemcy          | CN         | Nils Politt         |            |
| 26 cze        | Mistrzostwa Austrii – start wspólny                     | Austria         | CN         | Felix Großschartner |            |
| 4 lip         | Sibiu Cycling Tour, 2. etap                             | Rumunia         | 2.1        | Giovanni Aleotti    |            |
| 5 lip         | Sibiu Cycling Tour, 3. A etap                           | Rumunia         | 2.1        | Giovanni Aleotti    |            |
| 5 lipca 2022  | Sibiu Cycling Tour, klasyfikacja generalna              | Rumunia         | 2.1        | Giovanni Aleotti    |            |
| 1 sie         | Tour de Pologne, 3. etap                                | Polska          | 2.UWT      | Sergio Higuita      |            |
| 20 sie        | Vuelta a España, 2. etap                                | Holandia        | 2.UWT      | Sam Bennett         |            |
| 21 sie        | Vuelta a España, 3. etap                                | Holandia        | 2.UWT      | Sam Bennett         |            |
| 21 sie        | Cyclassics Hamburg                                      | Niemcy          | 1.UWT      | Marco Haller        |            |
| 8 wrz         | Tour of Britain, 5. etap                                | Wielka Brytania | 2.Pro      | Jordi Meeus         |            |
| 17 wrz        | Primus Classic                                          | Belgia          | 1.Pro      | Jordi Meeus         |            |

### 2021

#### Skład
| Skład drużyny 2021                       | Skład drużyny 2021   | Skład drużyny 2021 | Skład drużyny 2021                         |
| Imię i nazwisko                          | Data urodzenia       | Państwo            | Poprzednia grupa                           |
| ---------------------------------------- | -------------------- | ------------------ | ------------------------------------------ |
| Pascal Ackermann                         | 17 stycznia 1994     | Niemcy             | Rad-net Rose (2016)                        |
| Giovanni Aleotti                         | 25 maja 1999         | Włochy             | Cycling Team Friuli ASD (2020)             |
| Erik Baška                               | 12 stycznia 1994     | Słowacja           | Tinkoff (2016)                             |
| Cesare Benedetti                         | 3 sierpnia 1987      | Włochy             | UC Bergamasca 1902-De Nardi-Colpack (2009) |
| Maciej Bodnar                            | 7 marca 1985         | Polska             | Tinkoff (2016)                             |
| Emanuel Buchmann                         | 18 listopada 1992    | Niemcy             | Rad-net Rose (2014)                        |
| Marcus Burghardt                         | 30 czerwca 1983      | Niemcy             | BMC Racing Team (2016)                     |
| Matteo Fabbro                            | 10 kwietnia 1995     | Włochy             | Katusha-Alpecin (2019)                     |
| Patrick Gamper                           | 18 lutego 1997       | Austria            | Kometa (2019)                              |
| Felix Großschartner                      | 23 grudnia 1993      | Austria            | CCC Sprandi Polkowice (2017)               |
| Lennard Kämna                            | 9 września 1996      | Niemcy             | Team Sunweb (2019)                         |
| Wilco Kelderman                          | 25 marca 1991        | Holandia           | Team Sunweb (2020)                         |
| Patrick Konrad                           | 13 października 1991 | Austria            | Gourmetfein Simplon Wels (2014)            |
| Martin Laas                              | 15 września 1993     | Estonia            | Illuminate (2019)                          |
| Jordi Meeus                              | 1 lipca 1998         | Belgia             | SEG Racing Academy (2020)                  |
| Daniel Oss                               | 13 stycznia 1987     | Włochy             | BMC Racing Team (2017)                     |
| Anton Palzer (1 kwi–31 gru)              | 11 marca 1993        | Niemcy             |                                            |
| Nils Politt                              | 6 marca 1994         | Niemcy             | Israel Start-Up Nation (2020)              |
| Lukas Pöstlberger                        | 10 stycznia 1992     | Austria            | Tirol Cycling Team (2015)                  |
| Peter Sagan                              | 26 stycznia 1990     | Słowacja           | Tinkoff (2016)                             |
| Juraj Sagan                              | 23 grudnia 1988      | Słowacja           | Tinkoff (2016)                             |
| Maximilian Schachmann                    | 9 stycznia 1994      | Niemcy             | Quick-Step Floors (2018)                   |
| Ide Schelling                            | 6 lutego 1998        | Holandia           | SEG Racing Academy (2019)                  |
| Andreas Schillinger                      | 13 lipca 1983        | Niemcy             | Nutrixxion Sparkasse (2009)                |
| Michael Schwarzmann                      | 7 stycznia 1991      | Niemcy             |                                            |
| Rüdiger Selig                            | 19 lutego 1989       | Niemcy             | Katusha (2015)                             |
| Matthew Walls                            | 20 kwietnia 1998     | Wielka Brytania    | Trinity Racing (2020)                      |
| Frederik Wandahl                         | 9 maja 2001          | Dania              | ColoQuick (2020)                           |
| Ben Zwiehoff                             | 22 lutego 1994       | Niemcy             |                                            |
|                                          |                      |                    |                                            |
| Źródła: ProCyclingStats Cycling Archives |                      |                    |                                            |

### 2020

#### Skład
| Skład drużyny 2020      | Skład drużyny 2020   | Skład drużyny 2020 | Skład drużyny 2020                         |
| Imię i nazwisko         | Data urodzenia       | Państwo            | Poprzednia grupa                           |
| ----------------------- | -------------------- | ------------------ | ------------------------------------------ |
| Pascal Ackermann        | 17 stycznia 1994     | Niemcy             | Rad-net Rose (2016)                        |
| Erik Baška              | 12 stycznia 1994     | Słowacja           | Tinkoff (2016)                             |
| Cesare Benedetti        | 3 sierpnia 1987      | Włochy             | UC Bergamasca 1902-De Nardi-Colpack (2009) |
| Maciej Bodnar           | 7 marca 1985         | Polska             | Tinkoff (2016)                             |
| Emanuel Buchmann        | 18 listopada 1992    | Niemcy             | Rad-net Rose (2014)                        |
| Marcus Burghardt        | 30 czerwca 1983      | Niemcy             | BMC Racing Team (2016)                     |
| Jean-Pierre Drucker     | 3 września 1986      | Luksemburg         | BMC Racing Team (2018)                     |
| Matteo Fabbro           | 10 kwietnia 1995     | Włochy             | Katusha-Alpecin (2019)                     |
| Patrick Gamper          | 18 lutego 1997       | Austria            | Kometa (2019)                              |
| Oscar Gatto             | 1 stycznia 1985      | Włochy             | Astana (2018)                              |
| Felix Großschartner     | 23 grudnia 1993      | Austria            | CCC Sprandi Polkowice (2017)               |
| Lennard Kämna           | 9 września 1996      | Niemcy             | Team Sunweb (2019)                         |
| Patrick Konrad          | 13 października 1991 | Austria            | Gourmetfein Simplon Wels (2014)            |
| Martin Laas             | 15 września 1993     | Estonia            | Illuminate (2019)                          |
| Rafał Majka             | 12 września 1989     | Polska             | Tinkoff (2016)                             |
| Jay McCarthy            | 8 września 1992      | Australia          | Tinkoff (2016)                             |
| Gregor Mühlberger       | 4 kwietnia 1994      | Austria            | Felbermayr Simplon Wels (2015)             |
| Daniel Oss              | 13 stycznia 1987     | Włochy             | BMC Racing Team (2017)                     |
| Paweł Poljański         | 6 maja 1990          | Polska             | Tinkoff (2016)                             |
| Lukas Pöstlberger       | 10 stycznia 1992     | Austria            | Tirol Cycling Team (2015)                  |
| Juraj Sagan             | 23 grudnia 1988      | Słowacja           | Tinkoff (2016)                             |
| Peter Sagan             | 26 stycznia 1990     | Słowacja           | Tinkoff (2016)                             |
| Maximilian Schachmann   | 9 stycznia 1994      | Niemcy             | Quick-Step Floors (2018)                   |
| Ide Schelling           | 6 lutego 1998        | Holandia           | SEG Racing Academy (2019)                  |
| Andreas Schillinger     | 13 lipca 1983        | Niemcy             | Nutrixxion Sparkasse (2009)                |
| Michael Schwarzmann     | 7 stycznia 1991      | Niemcy             |                                            |
| Rüdiger Selig           | 19 lutego 1989       | Niemcy             | Katusha (2015)                             |
|                         |                      |                    |                                            |
| Źródło: ProCyclingStats |                      |                    |                                            |

#### Zwycięstwa
| Zwycięstwa    | Zwycięstwa                          | Zwycięstwa                   | Zwycięstwa | Zwycięstwa            | Zwycięstwa |
| Data          | Wyścig                              | Państwo                      | Kategoria  | Zwycięzca             |            |
| ------------- | ----------------------------------- | ---------------------------- | ---------- | --------------------- | ---------- |
| 31 sty        | Trofeo Serra de Tramuntana          | Hiszpania                    | 1.1        | Emanuel Buchmann      |            |
| 16 lut        | Clásica de Almería                  | Hiszpania                    | 1.Pro      | Pascal Ackermann      |            |
| 23 lut        | UAE Tour, 1. etap                   | Zjednoczone Emiraty Arabskie | 2.UWT      | Pascal Ackermann      |            |
| 8 mar         | Paryż-Nicea, 1. etap                | Francja                      | 2.UWT      | Maximilian Schachmann |            |
| 14 marca 2020 | Paryż-Nicea, klasyfikacja generalna | Francja                      | 2.UWT      | Maximilian Schachmann |            |
| 28 lip        | Vuelta a Burgos, 1. etap            | Hiszpania                    | 2.Pro      | Felix Großschartner   |            |
| 15 sie        | Critérium du Dauphiné, 4. etap      | Francja                      | 2.UWT      | Lennard Kämna         |            |
| 7 wrz         | Tirreno-Adriático, 1. etap          | Włochy                       | 2.UWT      | Pascal Ackermann      |            |
| 8 wrz         | Tirreno-Adriático, 2. etap          | Włochy                       | 2.UWT      | Pascal Ackermann      |            |
| 15 wrz        | Tour de France, 16. etap            | Francja                      | 2.UWT      | Lennard Kämna         |            |
| 16 wrz        | Okolo Slovenska, 1. a etap          | Słowacja                     | 2.1        | Martin Laas           |            |
| 18 wrz        | Okolo Slovenska, 3. etap            | Słowacja                     | 2.1        | Martin Laas           |            |
| 13 paź        | Giro d'Italia, 10. etap             | Włochy                       | 2.UWT      | Peter Sagan           |            |

### 2019

#### Skład
| Skład drużyny 2019                       | Skład drużyny 2019   | Skład drużyny 2019 | Skład drużyny 2019                         |
| Imię i nazwisko                          | Data urodzenia       | Państwo            | Poprzednia grupa                           |
| ---------------------------------------- | -------------------- | ------------------ | ------------------------------------------ |
| Pascal Ackermann                         | 17 stycznia 1994     | Niemcy             | Rad-net Rose (2016)                        |
| Erik Baška                               | 12 stycznia 1994     | Słowacja           | Tinkoff (2016)                             |
| Cesare Benedetti                         | 3 sierpnia 1987      | Włochy             | UC Bergamasca 1902-De Nardi-Colpack (2009) |
| Sam Bennett                              | 16 października 1990 | Irlandia           | An Post-ChainReaction (2013)               |
| Maciej Bodnar                            | 7 marca 1985         | Polska             | Tinkoff (2016)                             |
| Emanuel Buchmann                         | 18 listopada 1992    | Niemcy             | Rad-net Rose (2014)                        |
| Marcus Burghardt                         | 30 czerwca 1983      | Niemcy             | BMC Racing Team (2016)                     |
| Jean-Pierre Drucker                      | 3 września 1986      | Luksemburg         | BMC Racing Team (2018)                     |
| Davide Formolo                           | 25 października 1992 | Włochy             | Cannondale-Drapac (2017)                   |
| Oscar Gatto                              | 1 stycznia 1985      | Włochy             | Astana (2018)                              |
| Felix Großschartner                      | 23 grudnia 1993      | Austria            | CCC Sprandi Polkowice (2017)               |
| Peter Kennaugh                           | 15 czerwca 1989      | Wielka Brytania    | Team Sky (2017)                            |
| Leopold König                            | 15 listopada 1987    | Czechy             | Team Sky (2016)                            |
| Patrick Konrad                           | 13 października 1991 | Austria            | Gourmetfein Simplon Wels (2014)            |
| Rafał Majka                              | 12 września 1989     | Polska             | Tinkoff (2016)                             |
| Jay McCarthy                             | 8 września 1992      | Australia          | Tinkoff (2016)                             |
| Gregor Mühlberger                        | 4 kwietnia 1994      | Austria            | Felbermayr Simplon Wels (2015)             |
| Daniel Oss                               | 13 stycznia 1987     | Włochy             | BMC Racing Team (2017)                     |
| Christoph Pfingsten                      | 20 listopada 1987    | Niemcy             | De Rijke (2014)                            |
| Paweł Poljański                          | 6 maja 1990          | Polska             | Tinkoff (2016)                             |
| Lukas Pöstlberger                        | 10 stycznia 1992     | Austria            | Tirol Cycling Team (2015)                  |
| Juraj Sagan                              | 23 grudnia 1988      | Słowacja           | Tinkoff (2016)                             |
| Peter Sagan                              | 26 stycznia 1990     | Słowacja           | Tinkoff (2016)                             |
| Maximilian Schachmann                    | 9 stycznia 1994      | Niemcy             | Quick-Step Floors (2018)                   |
| Andreas Schillinger                      | 13 lipca 1983        | Niemcy             | Nutrixxion Sparkasse (2009)                |
| Michael Schwarzmann                      | 7 stycznia 1991      | Niemcy             |                                            |
| Rüdiger Selig                            | 19 lutego 1989       | Niemcy             | Katusha (2015)                             |
|                                          |                      |                    |                                            |
| Źródła: ProCyclingStats Cycling Quotient |                      |                    |                                            |

#### Zwycięstwa
| Zwycięstwa       | Zwycięstwa                                                  | Zwycięstwa                   | Zwycięstwa | Zwycięstwa            | Zwycięstwa |
| Data             | Wyścig                                                      | Państwo                      | Kategoria  | Zwycięzca             |            |
| ---------------- | ----------------------------------------------------------- | ---------------------------- | ---------- | --------------------- | ---------- |
| 17 sty           | Tour Down Under, 3. etap                                    | Australia                    | 2.UWT      | Peter Sagan           |            |
| 1 lut            | Trofeo Pollença                                             | Hiszpania                    | 1.1        | Emanuel Buchmann      |            |
| 3 lut            | Vuelta a San Juan, 7. etap                                  | Argentyna                    | 2.1        | Sam Bennett           |            |
| 17 lut           | Clásica de Almería                                          | Hiszpania                    | 1.HC       | Pascal Ackermann      |            |
| 2 mar            | UAE Tour, 7. etap                                           | Zjednoczone Emiraty Arabskie | 2.UWT      | Sam Bennett           |            |
| 10 mar           | GP Industria & Artigianato di Larciano                      | Włochy                       | 1.HC       | Maximilian Schachmann |            |
| 12 mar           | Paryż-Nicea, 3. etap                                        | Francja                      | 2.UWT      | Sam Bennett           |            |
| 15 mar           | Paryż-Nicea, 6. etap                                        | Francja                      | 2.UWT      | Sam Bennett           |            |
| 22 mar           | Bredene Koksijde Classic                                    | Belgia                       | 1.HC       | Pascal Ackermann      |            |
| 29 mar           | Volta Ciclista a Catalunya, 5. etap                         | Hiszpania                    | 2.UWT      | Maximilian Schachmann |            |
| 31 mar           | Volta Ciclista a Catalunya, 7. etap                         | Hiszpania                    | 2.UWT      | Davide Formolo        |            |
| 8 kwi            | Vuelta al País Vasco, 1. etap                               | Hiszpania                    | 2.UWT      | Maximilian Schachmann |            |
| 10 kwi           | Vuelta al País Vasco, 3. etap                               | Hiszpania                    | 2.UWT      | Maximilian Schachmann |            |
| 11 kwi           | Vuelta al País Vasco, 4. etap                               | Hiszpania                    | 2.UWT      | Maximilian Schachmann |            |
| 12 kwi           | Vuelta al País Vasco, 5. etap                               | Hiszpania                    | 2.UWT      | Emanuel Buchmann      |            |
| 16 kwi           | Presidential Cycling Tour of Turkey, 1. etap                | Turcja                       | 2.UWT      | Sam Bennett           |            |
| 17 kwi           | Presidential Cycling Tour of Turkey, 2. etap                | Turcja                       | 2.UWT      | Sam Bennett           |            |
| 20 kwi           | Presidential Cycling Tour of Turkey, 5. etap                | Turcja                       | 2.UWT      | Felix Großschartner   |            |
| 21 kwietnia 2019 | Presidential Cycling Tour of Turkey, klasyfikacja generalna | Turcja                       | 2.UWT      | Felix Großschartner   |            |
| 1 maj            | Eschborn-Frankfurt                                          | Niemcy                       | 1.UWT      | Pascal Ackermann      |            |
| 12 maj           | Tour of California, 1. etap                                 | Stany Zjednoczone            | 2.UWT      | Peter Sagan           |            |
| 12 maj           | Giro d'Italia, 2. etap                                      | Włochy                       | 2.UWT      | Pascal Ackermann      |            |
| 15 maj           | Giro d'Italia, 5. etap                                      | Włochy                       | 2.UWT      | Pascal Ackermann      |            |
| 23 maj           | Giro d'Italia, 12. etap                                     | Włochy                       | 2.UWT      | Cesare Benedetti      |            |
| 17 cze           | Tour de Suisse, 3. etap                                     | Szwajcaria                   | 2.UWT      | Peter Sagan           |            |
| 10 lip           | Tour de France, 5. etap                                     | Francja                      | 2.UWT      | Peter Sagan           |            |

### 2018

#### Skład
| Skład drużyny 2018                       | Skład drużyny 2018   | Skład drużyny 2018 | Skład drużyny 2018                         |
| Imię i nazwisko                          | Data urodzenia       | Państwo            | Poprzednia grupa                           |
| ---------------------------------------- | -------------------- | ------------------ | ------------------------------------------ |
| Davide Formolo                           | 25 października 1992 | Włochy             | Cannondale-Drapac (2017)                   |
| Pascal Ackermann                         | 17 stycznia 1994     | Niemcy             | Rad-net Rose (2016)                        |
| Erik Baška                               | 12 stycznia 1994     | Słowacja           | Tinkoff (2016)                             |
| Cesare Benedetti                         | 3 sierpnia 1987      | Włochy             | UC Bergamasca 1902-De Nardi-Colpack (2009) |
| Sam Bennett                              | 16 października 1990 | Irlandia           | An Post-ChainReaction (2013)               |
| Maciej Bodnar                            | 7 marca 1985         | Polska             | Tinkoff (2016)                             |
| Emanuel Buchmann                         | 18 listopada 1992    | Niemcy             | Rad-net Rose (2014)                        |
| Marcus Burghardt                         | 30 czerwca 1983      | Niemcy             | BMC Racing Team (2016)                     |
| Felix Großschartner                      | 23 grudnia 1993      | Austria            | CCC Sprandi Polkowice (2017)               |
| Peter Kennaugh                           | 15 czerwca 1989      | Wielka Brytania    | Team Sky (2017)                            |
| Michal Kolář                             | 21 grudnia 1992      | Słowacja           | Tinkoff (2016)                             |
| Leopold König                            | 15 listopada 1987    | Czechy             | Team Sky (2016)                            |
| Patrick Konrad                           | 13 października 1991 | Austria            | Gourmetfein Simplon Wels (2014)            |
| Rafał Majka                              | 12 września 1989     | Polska             | Tinkoff (2016)                             |
| Jay McCarthy                             | 8 września 1992      | Australia          | Tinkoff (2016)                             |
| Gregor Mühlberger                        | 4 kwietnia 1994      | Austria            | Felbermayr Simplon Wels (2015)             |
| Daniel Oss                               | 13 stycznia 1987     | Włochy             | BMC Racing Team (2017)                     |
| Matteo Pelucchi                          | 21 stycznia 1989     | Włochy             | IAM Cycling (2016)                         |
| Christoph Pfingsten                      | 20 listopada 1987    | Niemcy             | De Rijke (2014)                            |
| Paweł Poljański                          | 6 maja 1990          | Polska             | Tinkoff (2016)                             |
| Lukas Pöstlberger                        | 10 stycznia 1992     | Austria            | Tirol Cycling Team (2015)                  |
| Juraj Sagan                              | 23 grudnia 1988      | Słowacja           | Tinkoff (2016)                             |
| Peter Sagan                              | 26 stycznia 1990     | Słowacja           | Tinkoff (2016)                             |
| Aleksejs Saramotins                      | 8 kwietnia 1982      | Łotwa              | IAM Cycling (2016)                         |
| Andreas Schillinger                      | 13 lipca 1983        | Niemcy             | Nutrixxion Sparkasse (2009)                |
| Michael Schwarzmann                      | 7 stycznia 1991      | Niemcy             |                                            |
| Rüdiger Selig                            | 19 lutego 1989       | Niemcy             | Katusha (2015)                             |
|                                          |                      |                    |                                            |
| Źródła: ProCyclingStats Cycling Quotient |                      |                    |                                            |

#### Zwycięstwa
| Zwycięstwa | Zwycięstwa                        | Zwycięstwa      | Zwycięstwa  | Zwycięstwa       | Zwycięstwa |
| Data       | Wyścig                            | Państwo         | Kategoria   | Zwycięzca        |            |
| ---------- | --------------------------------- | --------------- | ----------- | ---------------- | ---------- |
| 14 sty     | People's Choice Classic           | Australia       | Peter Sagan |                  |            |
| 19 sty     | Tour Down Under, 4. etap          | Australia       | 2.UWT       | Peter Sagan      |            |
| 28 sty     | Cadel Evans Great Ocean Road Race | Australia       | 1.UWT       | Jay McCarthy     |            |
| 25 mar     | Gandawa-Wevelgem                  | Belgia          | 1.UWT       | Peter Sagan      |            |
| 4 kwi      | Vuelta al País Vasco, 3. etap     | Hiszpania       | 2.UWT       | Jay McCarthy     |            |
| 8 kwi      | Paryż-Roubaix                     | Francja         | 1.UWT       | Peter Sagan      |            |
| 29 kwi     | Tour de Romandie, 5. etap         | Szwajcaria      | 2.UWT       | Pascal Ackermann |            |
| 11 maj     | Giro d'Italia, 7. etap            | Włochy          | 2.UWT       | Sam Bennett      |            |
| 17 maj     | Giro d'Italia, 12. etap           | Włochy          | 2.UWT       | Sam Bennett      |            |
| 27 maj     | Giro d'Italia, 21. etap           | Włochy          | 2.UWT       | Sam Bennett      |            |
| 5 cze      | Critérium du Dauphiné, 2. etap    | Francja         | 2.UWT       | Pascal Ackermann |            |
| 10 cze     | Tour de Suisse, 2. etap           | Szwajcaria      | 2.UWT       | Peter Sagan      |            |
| 8 lip      | Tour de France, 2. etap           | Francja         | 2.UWT       | Peter Sagan      |            |
| 11 lip     | Tour de France, 5. etap           | Francja         | 2.UWT       | Peter Sagan      |            |
| 20 lip     | Tour de France, 13. etap          | Francja         | 2.UWT       | Peter Sagan      |            |
| 29 lip     | RideLondon-Surrey Classic         | Wielka Brytania | 1.UWT       | Pascal Ackermann |            |
| 14 wrz     | Okolo Slovenska, 2. etap          | Słowacja        | 2.1         | Rüdiger Selig    |            |
| 15 wrz     | Okolo Slovenska, 3. etap          | Słowacja        | 2.1         | Matteo Pelucchi  |            |

### 2017

#### Skład
| Skład drużyny 2017                                        | Skład drużyny 2017   | Skład drużyny 2017 | Skład drużyny 2017                         |
| Imię i nazwisko                                           | Data urodzenia       | Państwo            | Poprzednia grupa                           |
| --------------------------------------------------------- | -------------------- | ------------------ | ------------------------------------------ |
| Pascal Ackermann                                          | 17 stycznia 1994     | Niemcy             | Rad-net Rose (2016)                        |
| Shane Archbold                                            | 2 lutego 1989        | Nowa Zelandia      | An Post-ChainReaction (2014)               |
| Jan Bárta                                                 | 7 grudnia 1984       | Czechy             | KTM-Junkers (2009)                         |
| Erik Baška                                                | 12 stycznia 1994     | Słowacja           | Tinkoff (2016)                             |
| Cesare Benedetti                                          | 3 sierpnia 1987      | Włochy             | UC Bergamasca 1902-De Nardi-Colpack (2009) |
| Sam Bennett                                               | 16 października 1990 | Irlandia           | An Post-ChainReaction (2013)               |
| Maciej Bodnar                                             | 7 marca 1985         | Polska             | Tinkoff (2016)                             |
| Emanuel Buchmann                                          | 18 listopada 1992    | Niemcy             | Rad-net Rose (2014)                        |
| Marcus Burghardt                                          | 30 czerwca 1983      | Niemcy             | BMC Racing Team (2016)                     |
| Silvio Herklotz                                           | 6 maja 1994          | Niemcy             | Stölting (2015)                            |
| Michal Kolář                                              | 21 grudnia 1992      | Słowacja           | Tinkoff (2016)                             |
| Leopold König                                             | 15 listopada 1987    | Czechy             | Team Sky (2016)                            |
| Patrick Konrad                                            | 13 października 1991 | Austria            | Gourmetfein Simplon Wels (2014)            |
| Rafał Majka                                               | 12 września 1989     | Polska             | Tinkoff (2016)                             |
| Jay McCarthy                                              | 8 września 1992      | Australia          | Tinkoff (2016)                             |
| José Mendes                                               | 24 kwietnia 1985     | Portugalia         | LA Alumínios-Antarte (2012)                |
| Gregor Mühlberger                                         | 4 kwietnia 1994      | Austria            | Felbermayr Simplon Wels (2015)             |
| Matteo Pelucchi                                           | 21 stycznia 1989     | Włochy             | IAM Cycling (2016)                         |
| Christoph Pfingsten                                       | 20 listopada 1987    | Niemcy             | De Rijke (2014)                            |
| Paweł Poljański                                           | 6 maja 1990          | Polska             | Tinkoff (2016)                             |
| Lukas Pöstlberger                                         | 10 stycznia 1992     | Austria            | Tirol Cycling Team (2015)                  |
| Juraj Sagan                                               | 23 grudnia 1988      | Słowacja           | Tinkoff (2016)                             |
| Peter Sagan                                               | 26 stycznia 1990     | Słowacja           | Tinkoff (2016)                             |
| Aleksejs Saramotins                                       | 8 kwietnia 1982      | Łotwa              | IAM Cycling (2016)                         |
| Andreas Schillinger                                       | 13 lipca 1983        | Niemcy             | Nutrixxion Sparkasse (2009)                |
| Michael Schwarzmann                                       | 7 stycznia 1991      | Niemcy             |                                            |
| Rüdiger Selig                                             | 19 lutego 1989       | Niemcy             | Katusha (2015)                             |
|                                                           |                      |                    |                                            |
| Źródła: ProCyclingStats Cycling Quotient Cycling Archives |                      |                    |                                            |

### 2016

#### Skład
Za dużo wywołań elementów z Wikidanych. Załadowano elementów: 400/400.